# Fang-hua Li
Li Fanghua (chinesisch 李方华; 6. Januar 1932 in Hongkong – 24. Januar 2020 in Peking) war eine chinesische Physikerin, Mitglied der Chinesischen Akademie der Wissenschaften und Vorreiterin auf dem Gebiet der Elektronenmikroskopie. Sie wurde international bekannt, als sie 2003 als erste chinesische Wissenschaftlerin den L’Oréal-UNESCO-Preis für Frauen in der Wissenschaft erhielt.

## Leben
Li Fanghua verbrachte ihre Kindheit in Hongkong, Guangzhou und Peking. Ihr Vater, Li Jiong, war an der Xinhai-Revolution beteiligt. Nach ihrem Schulbesuch in Guangzhou begann sie zunächst ein Studium der Physik an der Lingnan-Universität, wechselte dann zur Astronomie an der Sun-Yat-sen-Universität und schließlich zur Physik an der Wuhan-Universität.
Im Jahr 1952 wurde Li Mitglied der Kommunistischen Partei Chinas und erhielt im gleichen Jahr ein staatliches Stipendium für ein Studium an der Universität Leningrad in der Sowjetunion, das sie 1956 abschloss. Nach ihrer Rückkehr arbeitete sie am Institut für Physik der Chinesischen Akademie der Wissenschaften, wo sie bis zu ihrem Lebensende tätig war.
Li war mit Fan Haifu verheiratet, ebenfalls Wissenschaftler und Mitglied der Chinesischen Akademie der Wissenschaften. Trotz gesundheitlicher Herausforderungen, darunter einer Herzkrankheit, setzte sie ihre Forschung bis ins hohe Alter fort. Sie starb 2020 in Peking.

## Wirken
Li Fanghua spezialisierte sich früh auf Elektronenmikroskopie und machte bedeutende Fortschritte bei der Beobachtung kristalliner Strukturen durch Elektronenbeugung und hochauflösende Elektronenmikroskopie. Anfang der 1960er-Jahre modifizierte sie das erste in China importierte Elektronenmikroskop für vielseitige Forschungszwecke.
In den 1970er-Jahren entwickelte sie zusammen mit ihrem Ehemann innovative Techniken zur Bildverarbeitung in der Elektronenkristallografie, welche die Untersuchung von Kristallstrukturen revolutionierten. Besonders anerkannt wurde ihre Theorie der „Pseudo-Schwachphasen-Objekt-Approximation“, die es erstmals ermöglichte, Lithium-Ionen in Kristallen sichtbar zu machen.
Im Jahr 1982 vertiefte sie ihre Forschungen als Gastwissenschaftlerin an der Universität Osaka in Japan und erlangte internationale Anerkennung für ihre Arbeiten zur hochauflösenden Elektronenmikroskopie bei Hochtemperatursupraleitern, Halbleitern und anderen neuen Materialien.
Ihre herausragenden Leistungen führten dazu, dass sie 1993 als Akademiemitglied in die Chinesische Akademie der Wissenschaften aufgenommen wurde und 2003 als erste Chinesin den L’Oréal-UNESCO-Preis erhielt.
Neben ihrer Forschungsarbeit setzte sich Li für die Förderung von Frauen in der Wissenschaft ein und betonte wiederholt, dass Frauen die gleichen Chancen wie Männer haben sollten, wissenschaftlich erfolgreich zu sein.
Li veröffentlichte über 200 wissenschaftliche Arbeiten, erhielt zahlreiche nationale und internationale Auszeichnungen und war international als Referentin gefragt. Zu ihren Ehren wurden mehrere Würdigungen veranstaltet, darunter eine feierliche Ehrung am Institut für Physik der Chinesischen Akademie der Wissenschaften im Jahr 2003.